# Freddie McSwain
Freddie Antonia McSwain Jr. (Hinesville, 2 dicembre 1994) è un cestista statunitense.